# 里贝朗科伦蒂
里贝朗科伦蒂是巴西圣保罗州的一个市镇。总面积148.456平方公里，总人口4014人，人口密度27人/平方公里。